# Werner II. von Alvensleben

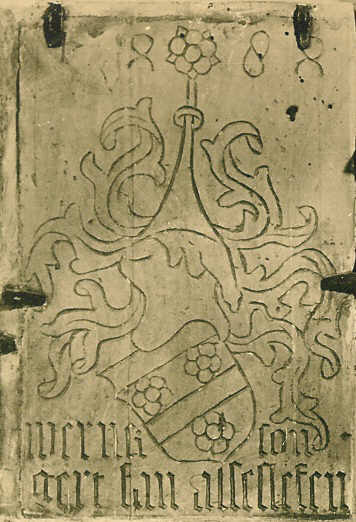
Gedenkstein für Werner II. von Alvensleben in der Nicolaikirche in Gardelegen

Werner II. von Alvensleben (* vor 1429; † zwischen 1472 und 1477) war Burgherr auf Gardelegen, Kurfürstlich Brandenburgischer Rat und Hofmarschall.

## Familie
Werner II. von Alvensleben entstammte der niederdeutschen Adelsfamilie von Alvensleben. Sein Vater war der Landeshauptmann der Altmark Gebhard XIV. von Alvensleben (erwähnt 1392–1425), seine Schwester die Äbtissin des Klosters Neuendorf, Sophie v. A. (erwähnt 1454–1470). Er heiratete in erster Ehe eine von Plotho, in zweiter Ehe Elisabeth von der Schulenburg, eine Tochter Werners und Nichte Richards von der Schulenburg, Herrenmeister des Johanniterordens.
Von seinen Söhnen sind Gebhard XVIII.(† 1494) und Dietrich von Alvensleben (erwähnt 1465) bekannt. Eine Tochter Sophie (erwähnt 1489–1495) war ebenfalls Äbtissin des Klosters Neuendorf.

## Leben
Bereits 1429 muss er als Nachfolger seines Vaters Besitzer der Burg Gardelegen gewesen sein. In diesem Jahr bürgte er für den Kurfürsten Friedrich I. beim Herzog von Braunschweig-Lüneburg wegen des Brautschatzes der Prinzessin Magdalene, der Tochter des Kurfürsten. Lange Jahre diente er dem Lande als Kurfürstlich Brandenburgischer Rat und nahm als solcher an verschiedenen diplomatischen Missionen teil.
Als Kurfürst Friedrich II. 1443 den Schwanenorden stiftete, gehörten er und seine Frau Elisabeth zu den ersten Mitgliedern. Im Jahre 1447 verwaltete er das Amt des Hofmarschalls des Kurfürsten. 1448 erhielt er die Burg Gardelegen, die bis dahin nur Pfandbesitz war, als erbliches Lehen. Im weiteren Verlauf seines Lebens konnte er seine Besitzungen noch erheblich erweitern.
Im Jahre 1450 befand er sich im Brandenburgischen Heere im Krieg zwischen Brandenburg und Sachsen. In der Schlacht bei Beelitz geriet er mit zwanzig anderen brandenburgischen Rittern in Gefangenschaft und kam erst ein Jahr später nach geschlossenem Frieden wieder frei.

## Gedenkstein
Werner starb im hohen Alter zwischen 1472 und 1477 und wurde in der Alvenslebenschen Grablege in Kloster Neuendorf beigesetzt. In der Nicolaikirche in Gardelegen befindet sich noch ein Gedenkstein, der an ihn erinnert. Er zeigt das Alvenslebensche Wappen mit Helmzier – ein „eindrucksvolles Werk der Ritztechnik“ (Udo v. Alvensleben). Die Inschrift enthält oben die Jahreszahl 1484 und unten die Worte: werner son gert fan alfeslefen. Ob der Stein sich schon immer in Gardelegen befunden hat oder erst später aus dem Kloster Neuendorf, wo keine Grabmäler der Weißen Linie der Alvensleben mehr vorhanden sind, in die Nicolaikirche kam, ist ungeklärt. Möglicherweise handelt es sich um einen Baustein von der Burg Gardelegen oder einem Stadthaus, das den Alvensleben gehörte.